# 亥姆霍兹陨击坑
亥姆霍兹陨击坑（Helmholtz）是火星阿耳古瑞区的一座撞击坑，就坐落在阿耳古瑞平原的东面，其中心坐标位于南纬45.8度和西经21.3度处，直径111.5公里。它的名称取自德国物理学家暨医师、生理学家和心理学家赫尔曼·路德维希·费迪南德·冯·亥姆霍兹（1821年-1894年)，1973年被国际天文联合会正式批准接受。

## 图集

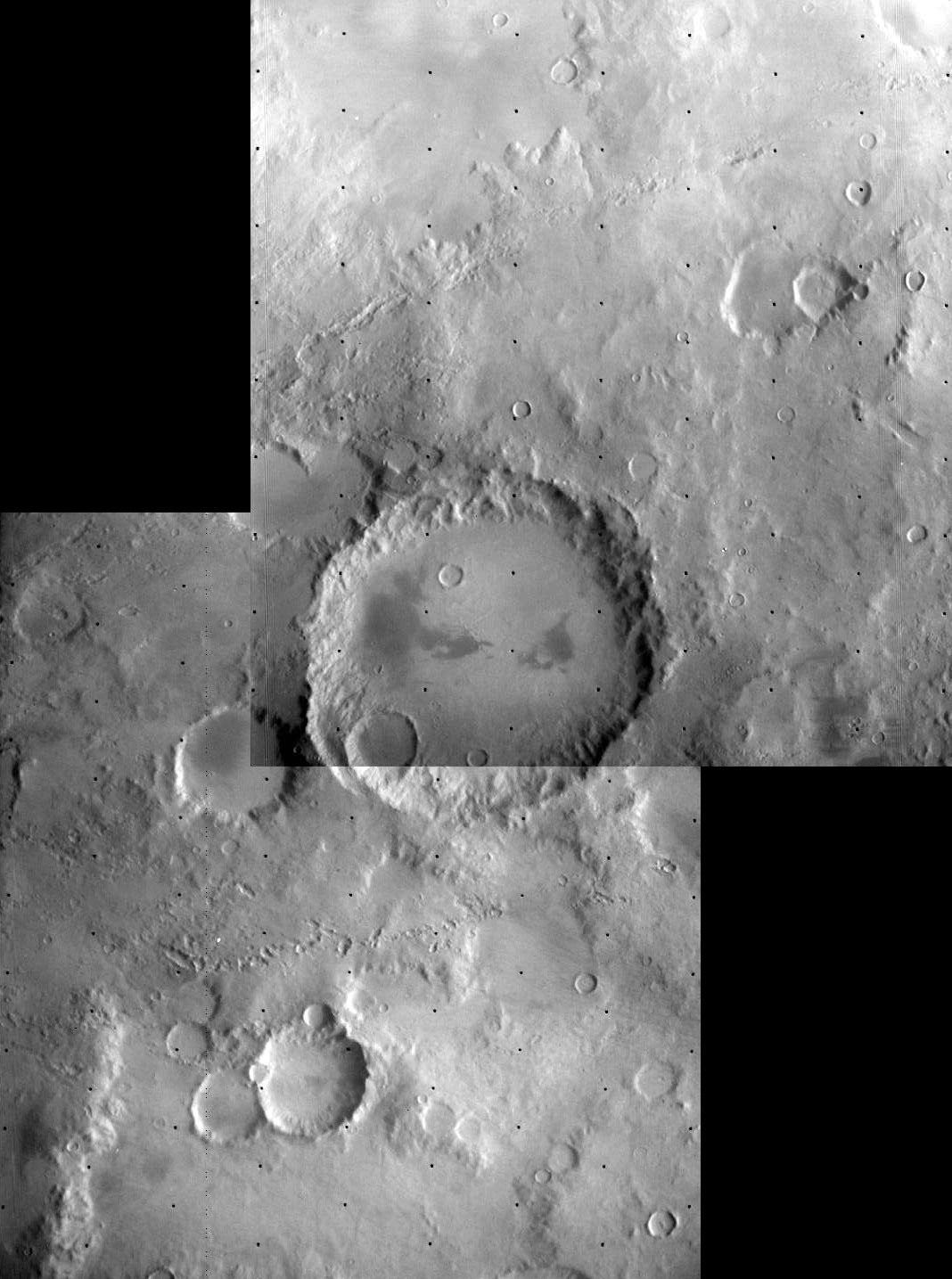
[海盗1号轨道器 拍摄的拼接图。
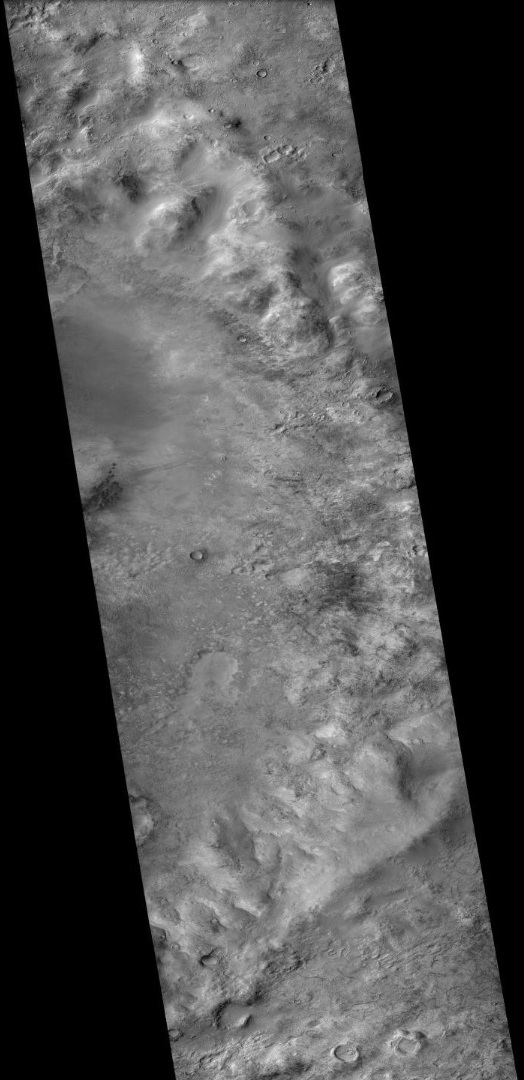
火星勘测轨道飞行器背景相机拍摄的亥姆霍兹陨击坑东侧部分。
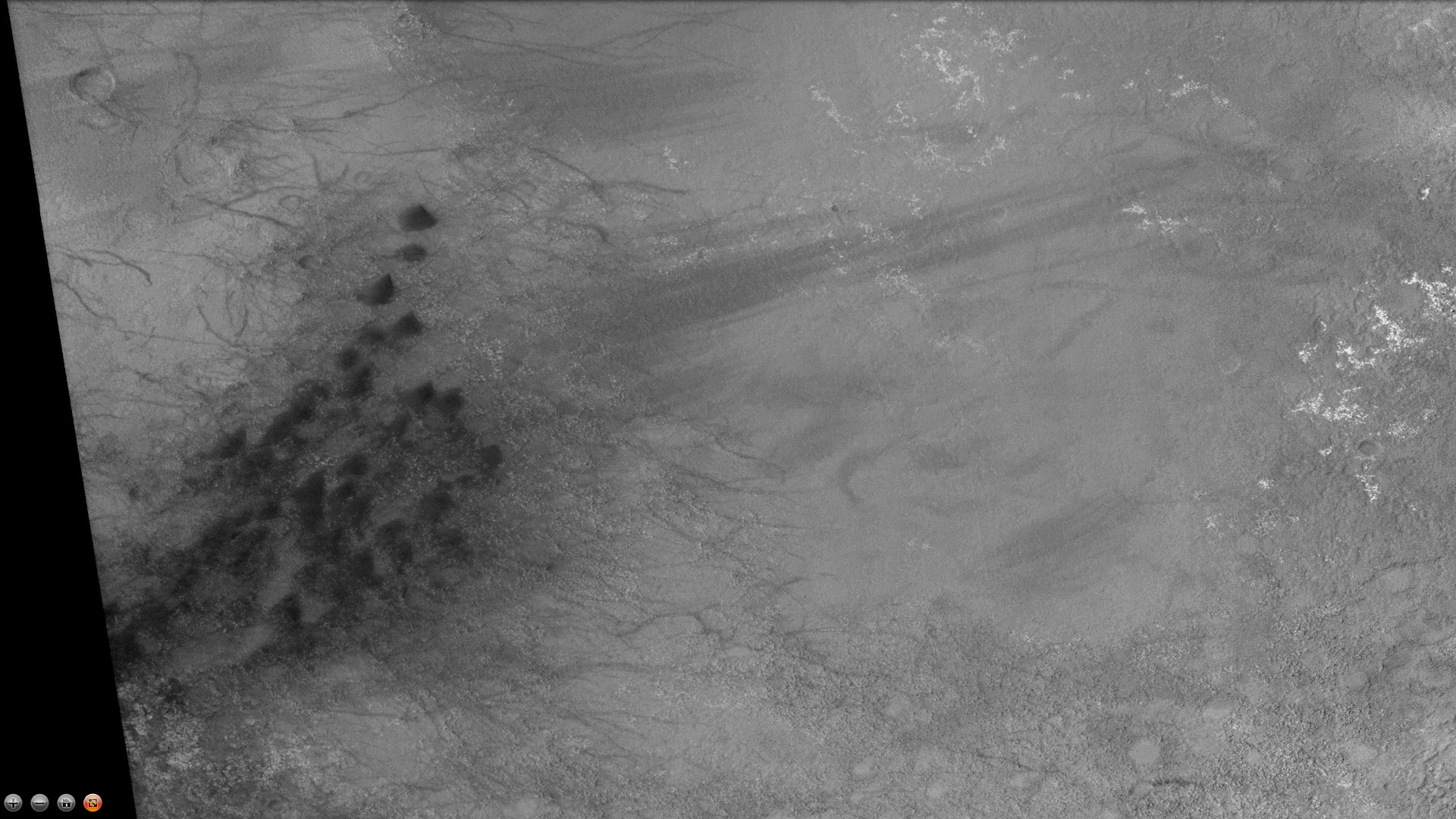
]背景相机拍摄的亥姆霍兹陨石坑内沙丘和尘暴痕迹（前一图像的放大版）。
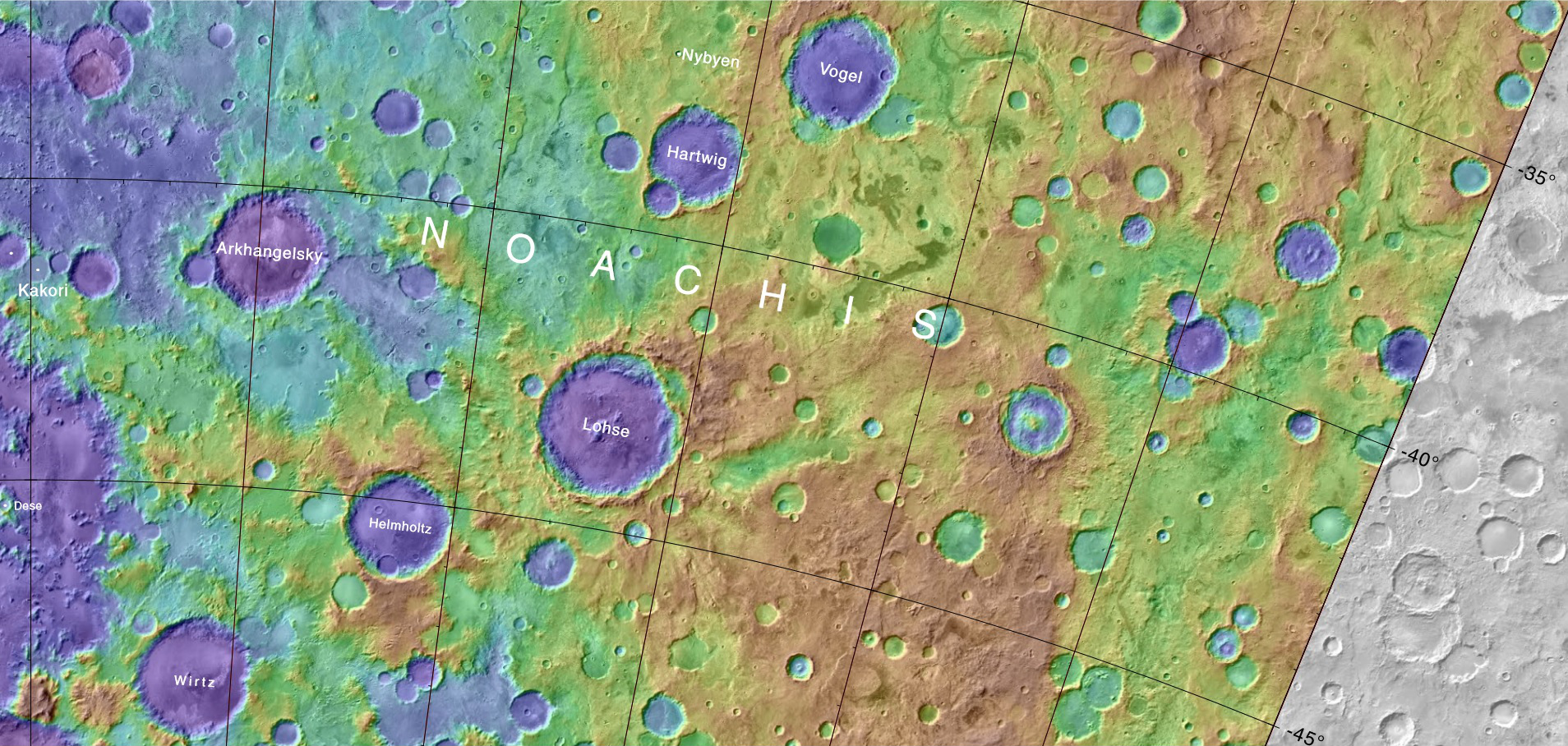
显示了亥姆霍兹陨击坑和附近其他陨坑位置的地形图。

## 另请查看
- 火星撞击坑